# Philosepedon parciproma
Philosepedon parciproma är en tvåvingeart som beskrevs av Quate 1962. Philosepedon parciproma ingår i släktet Philosepedon och familjen fjärilsmyggor. Inga underarter finns listade i Catalogue of Life.